# Миус (боевой модуль)
Миус (индекс ГРАУ 6С4) — советский дистанционно управляемый стационарный боевой модуль, вооружённый 30-мм авиационным автоматическим гранатомётом и предназначенный для оснащения укрепрайонов и защитных периметров военных баз, блокпостов, аэродромов, крупных промышленных объектов в условиях военного времени. Его промышленное производство было налажено на предприятии «Металлист» в городе Уральск (КазССР).

## Конструкция и состав
В комплект поставки комплекса входят пульт управления, двухпроводная линия связи, лазерный дальномер и четыре боевые установки. Каждая установка представляет из себя автоматический гранатомёт на специальном станке в металлическом контейнере. Помимо гранатомётов в контейнерах также размещается боекомплект, блоки электрооборудования, линии электропитания и связи, устройства измерения направления и дальности стрельбы, приёмники для отстрелянных гильз и звеньев ленты боекомплекта.
Основа каждой гранатомётной установки — цилиндрическое неподвижное основание с закреплённым на нём наружным кольцом опорного погона с нарезанными зубцами. На внутреннем подвижном кольце предусмотрены проушины для размещения ложи с кареткой и закреплённым гранатомётом.
Автоматика гранатомёта основана на использовании энергии отката свободного затвора. Боепитание одностороннее, только справа из магазина с металлической звеньевой лентой. Зарядка и перезарядка осуществляется только вручную за рукоятку механизма заряжания.
Электрооборудование включало в себя приёмопередатчики, блоки коммутации, датчики вертикального и горизонтального наведения, кабели и источники электропитания. Источником электроэнергии могла быть сеть переменного тока напряжением 220 В либо пять аккумуляторных батарей, обеспечивающих напряжение 24 В.

## Концепция применения
Основным способом применения боевого модуля «Миус» предполагалось создание заградительного огня для уничтожения живой силы противника. На боевых позициях установки гранатомётов должны были располагаться в окопах с условием закрепления на грунте специальными фиксирующими штырями. Снаружи также допускалось применять обсыпку слоем земли или укладку мешков с песком. 
При боевом столкновении в полуавтоматическом режиме в запоминающее устройство пульта управления должны были быть введены координаты цели и огневых средств комплекса, по которым производилась подготовка данных для стрельбы. Эти параметры передавались в приёмопередатчик боевых установок; выбор боевой установки и её наведение на цель могло быть осуществлёно вручную оператором или автоматически. 

### Тактико-технические характеристики[1][2]
| Название параметра                             | Его значения               |
| ---------------------------------------------- | -------------------------- |
| Калибр                                         | 30 мм                      |
| Темп стрельбы                                  | 400-500 выстрелов в минуту |
| Тип выстрела                                   | ВОГ-17М, ВОГ-30            |
| Боекомплект одной установки                    | 300 гранат в ленте         |
| Масса звена ленты                              | 0,04 кг                    |
| Шаг звеньев ленты                              | 43 мм                      |
| Углы наведения по вертикали                    | от 0 до 35°                |
| Углы наведения по горизонтали                  | ±150°                      |
| Скорость наведения по горизонтали              | 5-7° в сек.                |
| Скорость наведения по вертикали                | 0,8-1,2° в сек.            |
| Скорость наведения и сканирования при стрельбе | 3-4° в сек.                |
| Дальность огня                                 | 300-1650 м                 |
| Длина линии связи                              | 1000 м                     |
| Длина кабеля питания                           | 500 м                      |
| Габаритные размеры                             | 895×158,5×166 мм           |
| Вес установки без боекомплекта                 | 200 кг                     |
| Вес пульта управления                          | 35                         |
| Расчёт                                         | 2 человека                 |